# Orden de Luis (Baviera)
La orden de Luis (en alemán: Ludwigsorden) fue una orden de caballería del Reino de Baviera.

## Historia
La Orden fue fundada en 1827 por el rey Luis I de Baviera, con la intención de recompensar a aquellos que se destacaron a favor de la persona del rey y su familia. Se daba por 50 años de servicio leal en la corte real, en la administración pública, el ejército o para recompensar una oficina eclesiástica. 

## Insignias
- La medalla consistía en una cruz de oro con tres puntos por cada brazo, en el centro de los cuales se encontraba un medalla esmaltado blanco que muestra el perfil del fundador de la orden en bajorrelieve, Luis I rey de Baviera , mirando hacia la derecha, siempre en oro. En cada brazo de la cruz,  se leen las palabras "LUDWIG" "KOENIG" "VON" BAYERN" (Luis rey de Baviera). El reverso de la moneda no estaba decorado y sólo presenta una superficie de oro. Sobre la cruz se apoya una corona real dorada.
- La cinta de la orden era borgoña con una franja azul a cada lado.

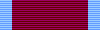
Cinta